# The Elder Scrolls III: Bloodmoon
 (octobre 2019).
Si vous disposez d'ouvrages ou d'articles de référence ou si vous connaissez des sites web de qualité traitant du thème abordé ici, merci de compléter l'article en donnant les références utiles à sa vérifiabilité et en les liant à la section « Notes et références ».
The Elder Scrolls III: Bloodmoon est le second add-on développé par Bethesda Softworks pour The Elder Scrolls III: Morrowind.
Bloodmoon ne modifie que peu le jeu de départ (en dehors des topics de dialogue qui parlent de la nouvelle île) mais il ajoute l'île de Solstheim, qui comporte de nouveaux monstres (Sprigganes, Sorcières de givre…), de nouveaux animaux (grizzlys, ours des neiges), et de nouveaux ingrédients magiques (baies de houx).

## Contexte
Contrairement à Tribunal, le joueur doit ici se rendre de lui-même sur l'île. Deux factions y cohabitent : le fort impérial, au Sud, qui tente de coloniser l'île pour ses réserves de minerai, et le village des Skaals, autochtones, au Nord-Est.

## Quêtes et progression dans le jeu
Les premières quêtes du joueur se passent au niveau du fort. Cependant, alors qu'il se situe à l'extérieur pour une de ces missions, le fort est attaqué par des loups-garous et le capitaine est enlevé. Le joueur doit alors se rendre au village Skaal pour enquêter. Après d'autres quêtes, le village est attaqué (et le chef du village enlevé) et le joueur, quoi qu'il fasse, est infecté par une maladie qui le transformera, à terme, en loup-garou, s'il n'utilise pas un sort de soin dans les trois jours. La suite des quêtes varie selon le choix du joueur (rester un loup-garou ou se soigner), et que les deux ensembles de quêtes s'excluent l'un l'autre.
Si le joueur choisit de rester humain, la suite des événements le fera enlever par des loups-garous pour participer, avec le chef des Skaals et le capitaine du fort, à une chasse organisée par Hircine, où seul l'un d'entre eux pourra survivre. Le chef des Skaals se révèle être un loup-garou, et c'est finalement le joueur qui affrontera Hircine, à l'issue du labyrinthe. Un choix entre trois Hircine à combattre, forts en force, vitesse ou intelligence, doit être fait par le joueur. Les trois options sont ici aussi exclusives, et régissent l'adversaire tout comme l'objet magique obtenu en récompense une fois le combat terminé (l'objet offre une fortification constante de l'aptitude concernée). Le joueur reçoit également l'anneau d'Hircine, qui lui permet de se transformer en loup-garou.
Si le joueur choisit de rester loup-garou, il recevra ses ordres d'Hircine même. Ses objectifs seront opposés à ceux que reçoit le joueur qui reste du côté des Skaals. Cependant, la fin reste identique, tant par la progression dans le labyrinthe que le combat contre Hircine.

### Lycanthropie
Le loup-garou offre, comme le vampire dans le jeu original, des aspects positifs et négatifs. Chaque nuit, le joueur se transforme en loup-garou (son apparence diurne est celle d'un humain classique). Il est alors privé de son équipement, ne peut combattre qu'à mains nues, et doit tuer un PNJ pour boire son sang s'il ne veut pas être plus faible au matin. Bien entendu, le joueur est, sous cette forme, considéré comme hostile par les PNJ, mais il l'est également sous sa forme normale si quelqu'un le voit se transformer en loup-garou.

### Colonie
En plus des habituelles quêtes annexes, Bloodmoon propose aussi les quêtes d'une faction particulière impériale qui vise à coloniser l'île. Les quêtes successives du joueur pour aider les colons feront progresser son rang et permettra à la colonie de s'étendre de manière visible sur l'île (ce qui n'est pas sans rappeler la construction d'un fort pour le joueur dans le jeu de départ).

## Accueil
Bloodmoon a été quelquefois critiqué par sa durée de vie à peine rehaussée par rapport à Tribunal — environ 20 heures — ainsi que le manque de conviction des voix françaises et des retouches graphiques à peine visibles[réf. souhaitée].